# 派克縣 (密西西比州)
派克縣（英語：Pike County）是美國密西西比州西南部的一個縣，南鄰路易斯安那州。面積1,064平方公里。根據美國2000年人口普查，共有人口38,940人。縣治馬格諾利亞 (Magnolia)。
成立於1815年2月9日。縣名紀念美國探險家紀伯倫·蒙哥馬里·派克。